# 双木八郎
双木 八郎（なみき はちろう、1853年 - 1923年12月8日）は、日本の政治家、銀行家。

## 経歴
名栗村の柏木家で生まれ、利八郎の養子になった。真能寺村戸長、飯能・久下分・真能寺の三村が合併した連合村の筆生を経て、1889年、飯能町（現・飯能市）の初代町長に就任した。1897年、自治行政の功により藍綬褒章を受けた。1903年頃から、第三十六銀行の監査役、取締役を務める。 1907年、日露戦争銃後の功により勲七等に叙せられた。1908年から2期8年、町長と兼任して埼玉県会議員を務めた。1910年から4年間は小山八郎平と交替したが、1922年に健康上の問題で退任するまで前後あわせて30年にわたり町長を務めた。
長男は双木利一。

## 年譜
- 1889年　　飯能町（現・飯能市）の初代町長に就任した。
- 1897年　　自治行政の功により藍綬褒章を受けた。
- 1903年頃　第三十六銀行の監査役となる。
- 1907年　　日露戦争銃後の功により勲七等に叙せられた。
- 1908年　　埼玉県会議員となる。（2期8年）（飯能町町長と兼任）
- 1908年頃　第三十六銀行の取締役となる。　（〜1919年？）
- 1922年　　飯能町町長を健康上の問題で退任